# パイロットフィッシュ (潜水艦)
パイロットフィッシュ (USS Pilotfish, SS-386) は、アメリカ海軍の潜水艦。バラオ級潜水艦の一隻。艦名はブリモドキに因んで命名された。

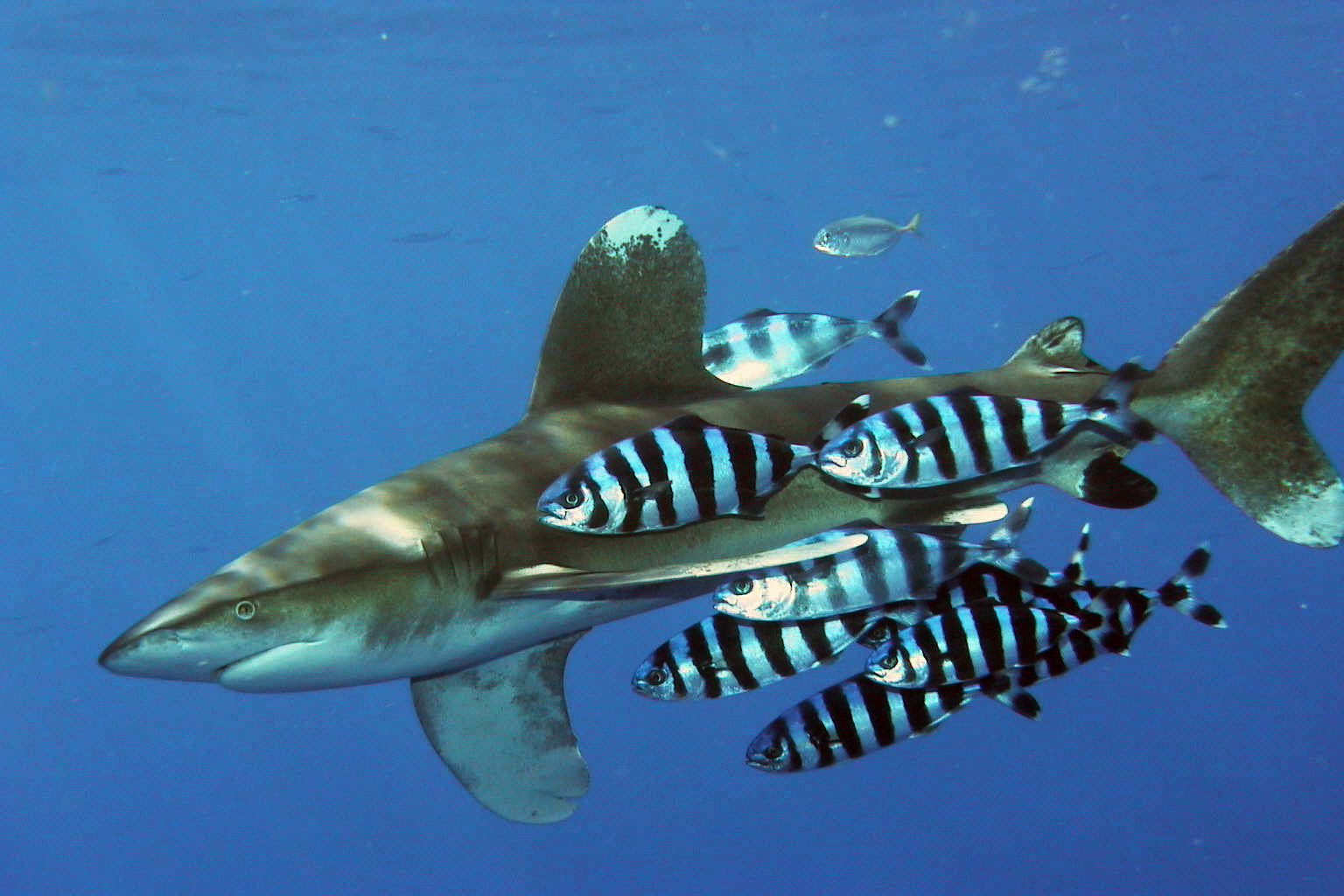
サメ（ヨゴレ）に寄り添うブリモドキ（Pilotfish）

## 艦歴
パイロットフィッシュは1943年5月15日にメイン州キタリーのポーツマス海軍造船所で起工した。8月30日にマーサ・ソルメッカ・シェウツ夫人によって命名、進水し、12月16日に艦長ロバート・H・クローズ少佐（アナポリス1934年組）の指揮下就役する。ポーツマス近海での公試、訓練、整調の後、パイロットフィッシュは1944年3月29日にニューロンドンを出航し、パナマ運河経由で太平洋に向かった。4月10日に太平洋艦隊と合流し、第20潜水戦隊第202潜水艦隊に配属される。

### 第1、第2の哨戒 1944年5月 - 9月
5月16日、パイロットフィッシュは最初の哨戒でピンタド (USS Pintado, SS-387) 、シャーク (USS Shark, SS-314) とウルフパックを構成しマリアナ諸島方面に向かった。途中、船団攻撃で魚雷を使い果たしたシャークに代わり、タニー (USS Tunny, SS-282) がウルフパックに加わった。この後、6月19日のマリアナ沖海戦に敗れ敗走する日本艦隊を迎撃するため台湾南方に移動した。しかしながら戦果は挙げられなかった。パイロットフィッシュは7月4日、49日間の行動を終えてマジュロに帰投した。
7月27日、パイロットフィッシュは2回目の哨戒で小笠原諸島方面に向かった。この哨戒では、通常の哨戒に加えて航空部隊の救助任務に当たった。9月1日未明、パイロットフィッシュは北緯30度26分 東経140度53分 / 北緯30.433度 東経140.883度の鳥島近海で機動部隊の接近を受けて父島から八丈島にUターンする輸送船団から低速ゆえ脱落した伊那丸（日本郵船、854トン）を撃沈した。同じ日の9時ごろには、同じ船団の芝園丸（日本郵船、1,831トン）に対して魚雷を発射したが命中しなかった。9月9日にミッドウェー島に寄港。9月14日、パイロットフィッシュは49日間の行動を終えて真珠湾に帰投、パイロットフィッシュの艦長がアラン・G・シュナーブル（アナポリス1934年組）に代わった。

### 第3、第4、第5、第6の哨戒 1944年10月 - 9月
10月14日、パイロットフィッシュは3回目の哨戒で小笠原諸島に向かった。10月31日、パイロットフィッシュは4,000トン級貨物船に対して雷撃を行い、損傷を与えたと判断された。11月2日以降は南西諸島海域に向かい、哨戒を継続する。12月10日、パイロットフィッシュは57日間の行動を終えてミッドウェー島に帰投した。
1945年1月20日、パイロットフィッシュは4回目の哨戒でフィンバック (USS Finback, SS-230) 、ラッシャー (USS Rasher, SS-269) とウルフパックを構成し東シナ海に向かった。ウルフパックはサイパン島を経由して哨戒を行ったが、2月9日に発見した病院船高砂丸（大阪商船、9,315トン）と小型艇以外の敵艦に接触することはなかった。3月25日、パイロットフィッシュは64日間の行動を終えて真珠湾に帰投した。
5月21日、パイロットフィッシュは5回目の哨戒で南鳥島近海に向かった。南鳥島沖で15日間の救助任務に当たり、その後一旦、サイパン島のタナパグ湾に引き返した。6月20日に後半の救助任務に向かい、日本本土近海で待機した。7月14日、パイロットフィッシュは51日間の行動を終えてグアムアプラ港に帰投した。
8月9日、パイロットフィッシュは6回目の哨戒で日本近海に向かった。本州南東の哨戒海域で2日間を過ごし、8月15日に「戦闘停止」命令を受けたパイロットフィッシュは、紀伊水道沖で救助任務を継続し、中立パトロール任務に従事した。8月31日、パイロットフィッシュは僚艦と共に東京湾に入り、午後に全ての潜水艦は横須賀港で潜水母艦プロテウス (USS Proteus, AS-19) の横に停泊した。9月2日の降伏式典には僚艦とともに参加し、翌9月3日、パイロットフィッシュは帰国の途に就いた。9月12日、パイロットフィッシュは32日間の行動を終えて真珠湾に帰投。その後、サンフランシスコに向かった。
パイロットフィッシュは第二次世界大戦の戦功で5個の従軍星章を受章した。

### 戦後・クロスロード作戦
パイロットフィッシュは帰国後、1946年7月1日付の指令でクロスロード作戦の標的艦を命じられる。1946年7月25日のBAKER実験に供用されたパイロットフィッシュは1946年8月29日に退役し、1947年2月25日に除籍された。その後浮揚され、1948年10月16日に標的艦としてエニウェトク環礁沖で海没処分された。